# سرودخوان مورچه‌خوار ساده
سرودخوان مورچه‌خوار ساده (نام علمی: Dysithamnus mentalis) یک گونه پرنده گنجشک‌سان از خانواده مورچه‌مرغ (Thamnophilidae) است. این یک زادآور ساکن در مناطق گرمسیری آمریکای مرکزی و جنوبی است.

## آرایه‌شناسی
سرودخوان مورچه‌خوار ساده توسط جانورشناس هلندی کوئنراد یاکوب تممینک در سال ۱۸۲۳ توصیف شد و نام دوجمله‌ای Myothera mentalis به آن داده شد. در حال حاضر در سردهٔ سرودخوان‌های مورچه‌خوار قرار می‌گیرد که توسط پرنده‌شناس آلمانی ژان کابانیس در سال ۱۸۴۷ معرفی شد.

## رفتار و بوم‌شناسی
سرودخوان مورچه‌خوار ساده مانند سرودخوان از خانواده پرندگان آوازخوان Vireonidae تغذیه می‌کند، از این رو نام رایج آن است. به دنبال حشرات کوچک و دیگر بندپایان است که از شاخه‌ها و شاخ و برگ شاخه‌های پایین درختان گرفته می‌شود. معمولاً اغلب به گله‌های تغذیه‌کننده با گونه‌های چندگانه نمی‌پیوندد، ترجیح می‌دهد فاصله خود را با دیگر گونه‌هایی که هنگام حضور در دسته‌های مورچه‌های ارتشی با آن‌ها مواجه می‌شود، حفظ کند. با این حال، به صورت محلی (به عنوان مثال همان‌طور که در زیستگاه تا حدودی نامعمول Refugio Bartola ذکر شده است)، ممکن است بیشتر در گله‌های گونه‌های چندگانه حضور داشته باشد. اما معمولاً به صورت جفت یا گروه‌های کوچک مانند بزرگسالان با جوانه‌های سال گذشته یا پرندگانی که در یک منبع غذایی خاص جمع می‌شوند، مواجه می‌شود. جفت‌های مولد در برابر همنوعان کاملاً منطقه‌ای هستند و از تکه‌ای از زیستگاه دفاع می‌کنند که ممکن است به اندازه ۷۰۰۰ متر مربع باشد، اما گاهی تنها نصف آن اندازه است.
به دلیل گستره وسیعی که دارد، این گونه توسط IUCN در معرض خطر تلقی نمی‌شود. به نظر می‌رسد که نسبت به درجه‌هایی از آشفتگی زیستگاه و/یا فعالیت‌های انسانی بردبار است.